# Euphrasia arguta
Euphrasia arguta — полупаразитическое травянистое растение, вид рода Очанка семейства Заразиховые (Orobanchaceae).
Растение было описано в 1810 году английским ботаником Робертом Броуном в работе Prodromus Florae Novae Hollandiae et Insulae Van Diemen. С 1904 года считалось вымершим видом, пока в 2008 году не было вновь обнаружено.

## Ботаническое описание
Полупаразит. Густо опушенное растение высотой 25-35 см. Листья глубоко рассеченные. Чашечка длиной 5,5-7 мм. Венчик белый с фиолетовыми полосами и желтым пятном. Период цветения — с октября по январь.

## Ареал
Встречается в Австралии.